# Zbigniew Mirek

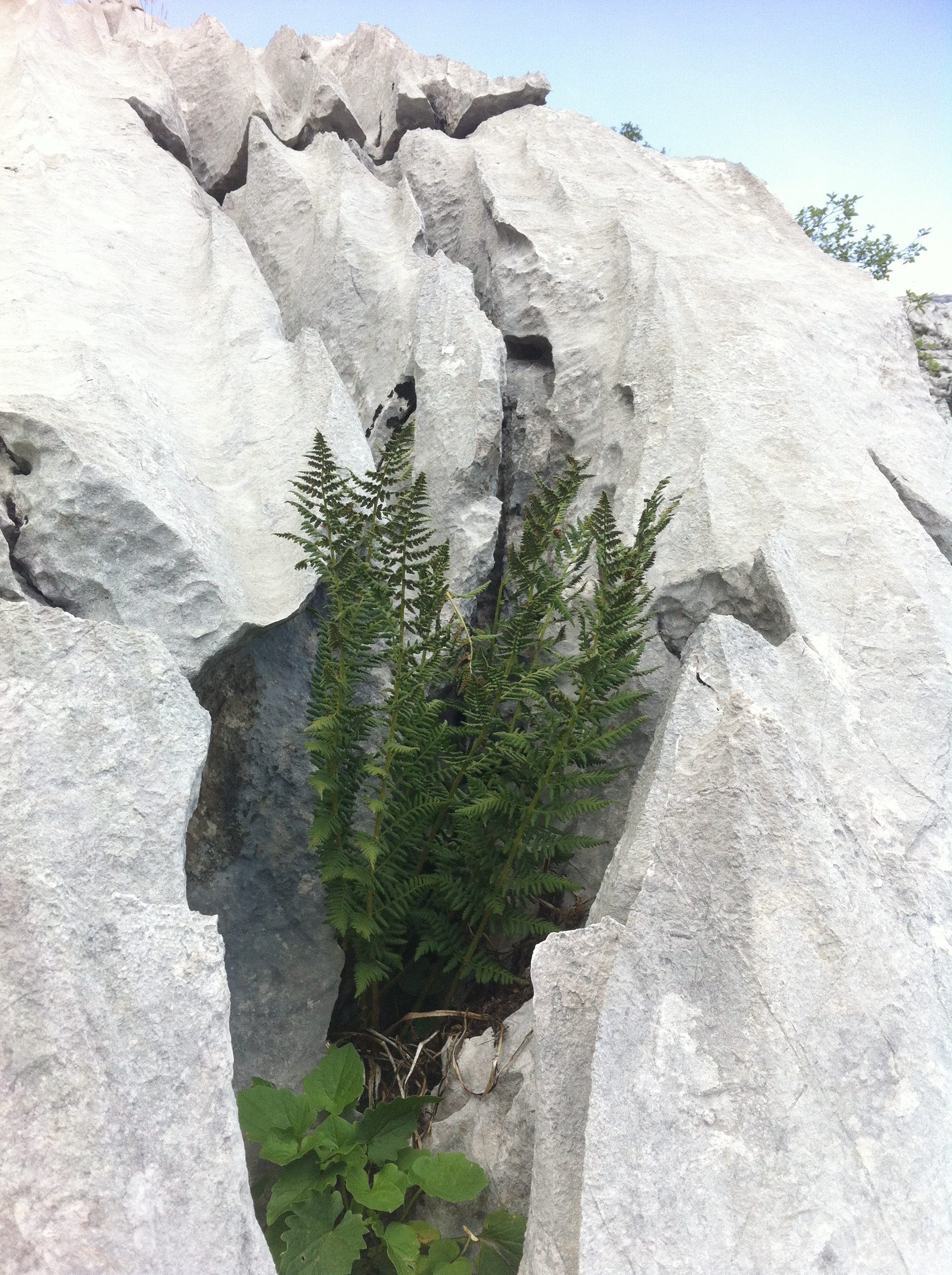
Nerecznica Villara

Zbigniew Ludwik Mirek (ur. 8 stycznia 1951 w Krakowie) – polski biolog, profesor dr hab. specjalizujący się w antropogenicznych przemianach szaty roślinnej oraz systematyce i geografii roślin naczyniowych, dyrektor Instytutu Botaniki im. Władysława Szafera PAN w latach 1999–2011, prezes Polskiego Towarzystwa Botanicznego w latach 1998–2004. Wspólnie z żoną Haliną Piękoś-Mirkową autor wielu publikacji naukowych.

## Życiorys
Urodził się 8 stycznia 1951 w Krakowie. W 1973 ukończył studia na Uniwersytecie Jagiellońskim. W 1980 uzyskał doktorat.
W 1986, wraz z żoną Haliną, odkrył w kotle Wielkiej Świstówki nad Wantulami unikatowe – jedyne w całych Karpatach – stanowisko nerecznicy Villara, oddalone o ponad 500 km od głównego zasięgu rośliny. Położone na wysokości 1360 m n.p.m. stanowisko uległo zniszczeniu w 1997.
25 kwietnia 1994 uzyskał stopień doktora habilitowanego na podstawie pracy Naturalne i antropogeniczne zróżnicowanie szaty roślinnej polskich Karpat – ze szczególnym uwzględnieniem Tatr i Podtatrza w Instytucie Botaniki im. Władysława Szafera PAN. 8 lipca 1997 uzyskał tytuł profesora. Specjalizuje się w antropogenicznych przemianach szaty roślinnej oraz systematyce i geografii roślin naczyniowych.
W latach 1998–2004 był prezesem Polskiego Towarzystwa Botanicznego, a od 1999 do 2011 dyrektorem Instytutu Botaniki im. Władysława Szafera.
Odbywał zagraniczne wyprawy i wyjazdy naukowe, m.in. w Alpy, Karpaty, góry Skandynawii oraz na Spitsbergen.
W 2007 odznaczony Medalem im. Władysława Szafera. Był laureatem nagród i odznaczeń oraz autorem licznych publikacji naukowych, często pisanych z żoną Haliną.
Członek licznych polskich i zagranicznych towarzystw naukowych.

## Życie prywatne
W 1976 ożenił się z Haliną Piękoś (1939–2013).